# 第57回国民体育大会陸上競技
第57回国民体育大会陸上競技（だい57かいこくみんたいいくたいかいりくじょうきょうぎ）は、2002年10月21日から24日まで高知県の県立春野総合運動公園陸上競技場で開催された、第57回国民体育大会の陸上競技である。

## 競技種目
| 第55回 \| 第56回 \| 第57回 \| 第58回 \| 第59回 |
| ---------------------------------------------- |

- 男子
  - 100m （成年 , 少年A）
  - 200m （少年B）
  - 400m （成年 , 少年A）
  - 800m （少年B）
  - 1500m （成年 , 少年共通）
  - 3000m （少年B）
  - 5000m （成年 , 少年A）
  - 110mハードル （少年A）
  - 400mハードル （成年 , 少年共通）
  - 5000m競歩 （少年共通）
  - 4×100mリレー （成年少年共通）
  - 走高跳 （少年A）
  - 棒高跳 （成年 , 少年共通）
  - 走幅跳 （成年 , 少年B）
  - 三段跳 （成年 , 少年A）
  - 砲丸投 （成年 , 少年B）
  - 円盤投 （少年共通）
  - ハンマー投 （成年 , 少年A）
  - やり投 （少年共通）

- 女子
  - 100m （成年 , 少年A）
  - 200m （少年B）
  - 400m （成年 , 少年A）
  - 800m （少年B）
  - 1500m （成年 , 少年A）
  - 3000m （少年共通）
  - 5000m （成年）
  - 100mハードル （成年 , 少年B）
  - 400mハードル （少年A）
  - 5000m競歩 （成年 , 少年共通）
  - 4×100mリレー （成年少年共通）
  - 走高跳 （成年 , 少年共通）
  - 棒高跳 （少年共通）
  - 走幅跳 （少年A , 少年B）
  - 三段跳 （成年）
  - 砲丸投 （少年A , 少年B）
  - 円盤投 （成年 , 少年A）
  - ハンマー投 （成年）
  - やり投 （少年共通）

## 新記録
| 第55回 \| 第56回 \| 第57回 \| 第58回 \| 第59回 |
| ---------------------------------------------- |

今大会で生まれた新記録は次の通りである
| 種目                   | ラウンド | 結果     | 選手                   | 都道府県 | 所属             | 記録                | 月日     | 記録         |
| トラック               | トラック | トラック | トラック               | トラック | トラック         | トラック            | トラック | トラック     |
| ---------------------- | -------- | -------- | ---------------------- | -------- | ---------------- | ------------------- | -------- | ------------ |
| 少年女子B 800m         | 決勝     | 1位      | 陣内綾子               | 佐賀     | 佐賀西高校       | 2分08秒46           | 10月22日 | 大会新記録   |
| 少年男子共通 5000m競歩 | 決勝     | 1位      | 髙橋浩輔               | 宮崎     | 日章学園高校     | 20分33秒14          | 10月22日 | 大会新記録   |
| 少年男子B 3000m        | 予選1組  | 1位      | ジョン・カリウキ       | 滋賀     | 滋賀学園高校     | 8分12秒60           | 10月23日 | 大会新記録   |
| 少年男子B 3000m        | 予選2組  | 1位      | メクボ・ジョブ・モグス | 山梨     | 山梨学院大学高校 | 8分18秒79           | 10月23日 | 大会新記録   |
| 少年男子B 3000m        | 決勝     | 1位      | ジョン・カリウキ       | 滋賀     | 滋賀学園高校     | 7分51秒21           | 10月24日 | 大会新記録   |
| 少年男子B 3000m        | 決勝     | 2位      | メクボ・ジョブ・モグス | 山梨     | 山梨学院大学高校 | 8分07秒89           | 10月24日 | 大会新記録   |
| フィールド             |          |          |                        |          |                  |                     |          |              |
| 少年女子共通 やり投    | 決勝     | 1位      | 山﨑綾子               | 栃木     | 真岡女子高校     | 49ｍ84              | 10月21日 | 大会新記録   |
| 成年女子 三段跳        | 決勝     | 1位      | 花岡麻帆               | 千葉     | office24         | 13ｍ44 （+0.0 m/s） | 10月22日 | 大会新記録   |
| 少年女子共通 棒高跳    | 決勝     | 1位      | 松本佳江               | 鳥取     | 倉吉東高校       | 3ｍ70               | 10月23日 | 大会新記録   |
| 少年女子共通 棒高跳    | 決勝     | 2位      | 吉岡真美               | 大阪     | 東大谷高校       | 3ｍ70               | 10月23日 | 大会新記録   |
| 少年女子共通 棒高跳    | 決勝     | 3位      | 井桁愛                 | 群馬     | 中央高校         | 3ｍ65               | 10月23日 | 大会タイ記録 |
| 少年女子A 走幅跳       | 決勝     | 1位      | 桝見咲智子             | 香川     | 英明高校         | 6ｍ34 （+0.0 m/s）  | 10月23日 | 大会新記録   |
| 少年男子B 砲丸投       | 決勝     | 1位      | 髙久保雄介             | 京都     | 花園高校         | 18ｍ24              | 10月23日 | 大会新記録   |

## 競技結果

### 男子

#### トラック
| 第55回 \| 第56回 \| 第57回 \| 第58回 \| 第59回 |
| ---------------------------------------------- |

| 種目                      | 金                                                                                           | 金                  | 銀 | 銀                  | 銅                                                                                             | 銅                  |
| ------------------------- | -------------------------------------------------------------------------------------------- | ------------------- | --- | ------------------- | ---------------------------------------------------------------------------------------------- | ------------------- |
| 成年 100m                 | 川畑伸吾 （群馬綜合ガードシステム） 群馬                                                     | 10秒35 （-0.4 m/s） | 石倉一希 （近畿大学） 島根                                                                                         | 10秒49 （-0.4 m/s） | 安井章泰 （スズキ） 静岡                                                                       | 10秒56 （-0.4 m/s） |
| 少年A 100m                | 相川誠也 （市立船橋高校） 千葉                                                               | 10秒41 （+0.8 m/s） | 野田浩之 （大社高校） 島根                                                                                         | 10秒43 （+0.8 m/s） | 永山博章 （埼玉栄高校） 埼玉                                                                   | 10秒55 （+0.8 m/s） |
| 少年B 200m                | 楊井佑輝緒 （関西学院高校） 兵庫                                                             | 21秒79 （-0.4 m/s） | 佐分慎弥 （荏田高校） 神奈川                                                                                       | 21秒93 （-0.4 m/s） |                                                                                                |                     |
| 少年B 200m                | 志田佳彦 （伊奈学園総合高校） 埼玉                                                           | 21秒79 （-0.4 m/s） | 佐分慎弥 （荏田高校） 神奈川                                                                                       | 21秒93 （-0.4 m/s） |                                                                                                |                     |
| 成年 400m                 | 伊藤友広 （法政大学） 秋田                                                                   | 46秒28              | 北岡慶昭 （東海大学） 三重                                                                                         | 46秒55              | 小林稔 （富士通） 高知                                                                         | 46秒59              |
| 少年A 400m                | 髙平慎士 （旭川大学高校） 北海道                                                             | 46秒81              | 三好陽久 （東海大学浦安高校） 千葉                                                                                 | 47秒87              | 藤田素三 （中央大学高校） 東京                                                                 | 47秒97              |
| 少年B 800m                | 糸川航太 （東金商業高校） 千葉                                                               | 1分53秒77           | 松田慎太郎 （東海大学山形高校） 山形                                                                               | 1分53秒94           | 徳地悠一 （桐蔭学園高校） 神奈川                                                               | 1分53秒94           |
| 成年 1500m                | 田子康宏 （立命館大学） 鳥取                                                                 | 3分49秒49           | 大森輝和 （くろしお通信） 高知                                                                                     | 3分49秒80           | 小林哲也 （福田組） 新潟                                                                       | 3分49秒81           |
| 少年共通 1500m            | ジョン・カリウキ （滋賀学園高校） 滋賀                                                       | 3分47秒15           | ジェームス・ムワンギ （青森山田高校） 青森                                                                         | 3分47秒85           | 山口祐也 （諫早高校） 長崎                                                                     | 3分49秒99           |
| 少年B 3000m               | ジョン・カリウキ （滋賀学園高校） 滋賀                                                       | 7分51秒21 GR        | メクボ・ジョブ・モグス （山梨学院大学高校） 山梨                                                                   | 8分07秒89 GR        | 佐藤悠基 （佐久長聖高校） 長野                                                                 | 8分19秒19           |
| 成年 5000m                | 大島健太 （くろしお通信） 高知                                                               | 13分51秒22          | 飯尾靖孝 （立命館大学） 香川                                                                                       | 13分54秒87          | 岩水嘉孝 （トヨタ自動車） 愛知                                                                 | 13分56秒05          |
| 少年A 5000m               | ジェームス・ムワンギ （青森山田高校） 青森                                                   | 13分42秒58          | ジョセファト・ムチリ・ダビリ （流通経済大学柏高校） 千葉                                                           | 13分43秒03          | 土橋啓太 （大牟田高校） 福岡                                                                   | 13分44秒91          |
| 少年A 110mハードル        | 青木悠人 （富岡東高校） 徳島川                                                               | 14秒10 （+2.5 m/s） | 秋山祐介 （埼玉栄高校） 埼玉                                                                                       | 14秒20 （+2.5 m/s） | 岩船陽一 （東海大学第四高校） 北海道                                                           | 14秒31 （+2.5 m/s） |
| 成年 400mハードル         | 河村英昭 （スズキ） 静岡                                                                     | 49秒21              | 吉澤賢 （デサントTC） 千葉                                                                                         | 49秒60              | 吉岡彰寛 （クラレ） 岡山                                                                       | 49秒93              |
| 少年共通 400mハードル     | 小池崇之 （姫路商業高校） 兵庫                                                               | 51秒55              | 成迫健児 （佐伯鶴城高校） 大分                                                                                     | 51秒57              | 小池佑始 （東海大学第三高校） 長野                                                             | 52秒47              |
| 少年共通 5000m競歩        | 髙橋浩輔 （日章学園高校） 宮崎                                                               | 20分33秒14 GR       | 児島大祐 （東京実業高校） 東京                                                                                     | 20分40秒02          | 北村迪人 （由良育英高校） 鳥取                                                                 | 20分40秒13          |
| 成年少年共通 4×100mリレー | 島根 岩本紘明 （近畿大学） 石倉一希 （近畿大学） 野田浩之 （大社高校） 木原博 （美都中学校） | 39秒60              | 埼玉 志田佳彦 （伊奈学園総合高校） 永山博章 （埼玉栄高校） 高橋和裕 （クレーマージャパンTC） 井盛雅 （氷川クラブ） | 40秒07              | 千葉 吉澤賢 （デサントTC） 小島茂之 （富士通） 山本真也 （成田高校） 相川誠也 （市立船橋高校） | 40秒15              |
| GR 大会新記録             |                                                                                              |                     | |                     |                                                                                                |                     |

#### フィールド
| 第55回 \| 第56回 \| 第57回 \| 第58回 \| 第59回 |
| ---------------------------------------------- |

| 種目             | 金                                 | 金                  | 銀                                   | 銀                  | 銅                                   | 銅                  |
| ---------------- | ---------------------------------- | ------------------- | ------------------------------------ | ------------------- | ------------------------------------ | ------------------- |
| 少年A 走高跳     | 古野裕司 （宇治山田商業高校） 三重 | 2ｍ09               | 佐藤匡人 （東海大学） 秋田           | 2ｍ09               | 桒嶋竹志 （高松北高校） 香川         | 2ｍ06               |
| 成年 棒高跳      | 澤野大地 （日本大学） 千葉         | 5ｍ40               | 横山学 （桑名工業高校教員） 香川     | 5ｍ30               | 中道啓介 （チームMTF） 滋賀          | 5ｍ20               |
| 少年共通 棒高跳  | 山田裕司 （観音寺第一高校） 香川   | 5ｍ00               | 小野寺亮 （佐沼高校） 宮城           | 4ｍ90               |                                      |                     |
| 少年共通 棒高跳  | 山田裕司 （観音寺第一高校） 香川   | 5ｍ00               | 松本一葉 （福光高福光高校） 富山     | 4ｍ90               |                                      |                     |
| 少年共通 棒高跳  | 山田裕司 （観音寺第一高校） 香川   | 5ｍ00               | 柏木俊介 （東京高校） 東京           | 4ｍ90               |                                      |                     |
| 成年 走幅跳      | 安倍翔太 （中央大学） 鳥取         | 7ｍ75 （+2.6 m/s）  | 稲富一成 （東海大学第三高校） 千葉   | 7ｍ73 （+0.4 m/s）  | 栗田芳郎 （西濃運輸） 岐阜           | 7ｍ58 （+0.0 m/s）  |
| 少年B 走幅跳     | 浦上和也 （城ノ内高校） 徳島       | 7ｍ35 （+2.3 m/s）  | 鈴木秀明 （横芝光町立光中学校） 千葉 | 7ｍ10 （+1.1 m/s）  | 石井孝行 （関西学院高校） 兵庫       | 7ｍ03 （+0.0 m/s）  |
| 成年 三段跳      | 杉林孝法 （筑波大学） 石川         | 16ｍ50 （-0.9 m/s） | 石川和義 （筑波大学） 長野           | 16ｍ49 （-2.3 m/s） | 小松隆志 （高知陸上競技協会） 高知   | 15ｍ97 （-0.1 m/s） |
| 少年A 三段跳     | 竹内敦史 （横浜翠嵐高校） 神奈川   | 15ｍ53 （+0.8 m/s） | 藤林献明 （大塚高校） 大阪           | 15ｍ29 （+0.4 m/s） | 奥博詞 （和歌山北高校） 和歌山       | 15ｍ20 （+0.8 m/s） |
| 成年 砲丸投      | 村川洋平 （筑波大学） 大阪         | 17ｍ25              | 畑瀬聡 （日本大学） 福岡             | 17ｍ18              | 榊原英裕 （静岡高校教員） 静岡       | 16ｍ68              |
| 少年B 砲丸投     | 髙久保雄介 （花園高校） 京都       | 18ｍ24 GR           | 熊谷啓之 （敦賀高校） 福井           | 16ｍ38              | 田中雄介 （柏原高校） 大阪           | 15ｍ89              |
| 少年共通 円盤投  | 井上喜貴 （前橋育英高校） 群馬     | 54ｍ13              | 棟方秀治 （五所川原工業高校） 青森   | 51ｍ21              | 宮内優 （帯広農業高校） 北海道       | 50ｍ61              |
| 成年 ハンマー投  | 室伏広治 （ミズノ） 愛知           | 77ｍ09              | 土井宏昭 （中京大学） 千葉           | 70ｍ76              | 平尾茂 （日亜化学工業） 徳島         | 66ｍ03              |
| 少年A ハンマー投 | 星裕太 （保善高校） 東京           | 61ｍ63              | 福田浩紀 （園部高校） 京都           | 59ｍ97              | 北浦弘之 （東海大学第四高校） 北海道 | 59ｍ80              |
| 少年共通 やり投  | 種本祐太朗 （西海学園高校） 長崎   | 67ｍ07              | 荒木裕介 （西武学園文理高校） 埼玉   | 64ｍ82              | 宮下誠 （大阪体育大学浪商高校） 大阪 | 63ｍ62              |
| GR 大会新記録    |                                    |                     |                                      |                     |                                      |                     |

### 女子

#### トラック
| 第55回 \| 第56回 \| 第57回 \| 第58回 \| 第59回 |
| ---------------------------------------------- |

| 種目                      | 金                                                                                                 | 金                  | 銀 | 銀                  | 銅 | 銅                  |
| ------------------------- | -------------------------------------------------------------------------------------------------- | ------------------- | --- | ------------------- | --- | ------------------- |
| 成年 100m                 | 新井初佳 （ピップフジモト） 兵庫                                                                   | 11秒67 （+0.4 m/s） | 坂上香織 （ミキハウス） 神奈川                                                                                     | 11秒74 （+0.4 m/s） | 石田智子 （長谷川体育施設） 埼玉                                                                           | 11秒78 （+0.4 m/s） |
| 少年A 100m                | 長島夏子 （壱岐高校） 長崎                                                                         | 12秒05 （0.0 m/s）  | 栗本佳世子 （埼玉栄高校） 埼玉                                                                                     | 12秒09 （0.0 m/s）  | 丸山舞子 （鹿児島南高校） 鹿児島                                                                           | 12秒20 （0.0 m/s）  |
| 少年B 200m                | 川野綾子 （成田高校） 千葉                                                                         | 24秒64 （-0.1 m/s） | 渡邊梓 （日本文理高校） 新潟                                                                                       | 24秒98 （-0.1 m/s） | 成田可菜絵 （上磯中学校） 北海道                                                                           | 25秒06 （-0.1 m/s） |
| 成年 400m                 | 吉田真希子 （福島大学TC） 福島                                                                     | 53秒51              | 木田真有 （福島大学） 北海道                                                                                       | 54秒53              | 坂水千恵 （福島大学） 宮城                                                                                 | 54秒57              |
| 少年A 400m                | 丹野麻美 （郡山東高校） 福島                                                                       | 55秒10              | 竹本香織 （埼玉栄高校） 埼玉                                                                                       | 55秒10              | 荒川郁穂 （横須賀高校） 神奈川                                                                             | 56秒26              |
| 少年B 800m                | 陣内綾子 （佐賀西高校） 佐賀                                                                       | 2分08秒46 GR        | 金子麗 （諫早高校） 長崎                                                                                           | 2分12秒42           | 小島一恵 （田原本中学校） 奈良                                                                             | 2分12秒72           |
| 成年 1500m                | 杉森美保 （京セラ） 京都                                                                           | 4分22秒32           | 早狩実紀 （KIコーポレーション） 兵庫                                                                               | 4分22秒79           | 那須川瑞穂 （積水化学） 千葉                                                                               | 4分22秒85           |
| 少年A 1500m               | ジュリア・モンビ （青森山田高校） 青森                                                             | 4分22秒21           | 岩元千明 （神村学園高校） 鹿児島                                                                                   | 4分25秒20           | 加來美咲 （諫早高校） 長崎                                                                                 | 4分25秒29           |
| 少年共通 3000m            | ジュリア・モンビ （青森山田高校） 青森                                                             | 9分04秒27           | 岩元千明 （神村学園高校） 鹿児島                                                                                   | 9分08秒67           | 牧島さおり （諫早高校） 長崎                                                                               | 9分12秒36           |
| 成年 5000m                | 小鳥田貴子 （デオデオ） 広島                                                                       | 15分36秒77          | 真鍋裕子 （四国電力） 香川                                                                                         | 15分40秒80          | 伏見圭代 （第一生命） 東京                                                                                 | 15分41秒59          |
| 成年 100mハードル         | 茂木智子 （日本女子体育大学） 秋田                                                                 | 13秒48 （+0.4 m/s） | 金沢イボンヌ （群馬綜合ガード） 群馬                                                                               | 13秒68 （+0.4 m/s） | 森本明子 （さとえクラブ） 埼玉                                                                             | 13秒68 （+0.4 m/s） |
| 少年B 100mハードル        | 佐藤由紀 （宮崎工業高校） 宮崎                                                                     | 14秒28 （+0.8 m/s） | 浅津このみ （出雲北陵高校） 島根                                                                                   | 14秒69 （+0.8 m/s） | 押山由衣 （日本大学東北高校） 福島                                                                         | 14秒79 （+0.8 m/s） |
| 少年A 400mハードル        | 西井奈保美 （玉野光南高校） 岡山                                                                   | 60秒51              | 石川ちひろ （下妻第一高校） 茨城                                                                                   | 60秒70              | 安楽桂子 （埼玉栄高校） 埼玉                                                                               | 60秒80              |
| 成年 5000m競歩            | 照井貴子 （サニーマート） 高知                                                                     | 22分12秒00          | 川津登志枝 （国士舘大学） 熊本                                                                                     | 22分15秒17          | 川﨑真裕美 （海老澤製作所） 茨城                                                                           | 22分21秒32          |
| 少年共通 5000m競歩        | 三村芙実 （熊谷女子高校） 埼玉                                                                     | 22分53秒51          | 年代利絵 （七尾高校） 石川                                                                                         | 23分16秒87          | 桑崎留美 （信愛女学院高校） 熊本                                                                           | 23分19秒08          |
| 成年少年共通 4×100mリレー | 鹿児島 瀬戸口渚 （徳洲会） 遠藤絵美 （徳洲会） 立山由利絵 （有明中学校） 丸山舞子 （鹿児島南高校） | 46秒04              | 兵庫 山田絵美 （須磨学園高校） 野木香里 （武庫川女子大学） 鈴木由希子 （園田学園高校） 新井初佳 （ピップフジモト） | 46秒05              | 埼玉 斉藤優 （伊奈学園総合高校） 栗本佳世子 （埼玉栄高校） 森本明子 （さとえクラブ） 信岡沙希重 （ミズノ） | 46秒19              |
| GR 大会新記録             | |                     | |                     | |                     |

#### フィールド
| 第55回 \| 第56回 \| 第57回 \| 第58回 \| 第59回 |
| ---------------------------------------------- |

| 種目                              | 金                                       | 金                     | 銀                                         | 銀                  | 銅                                 | 銅                  |
| --------------------------------- | ---------------------------------------- | ---------------------- | ------------------------------------------ | ------------------- | ---------------------------------- | ------------------- |
| 成年 走高跳                       | 青山幸 （ワイルドワイドアスリーツ） 大阪 | 1ｍ86                  | 貞廣千波 （三重陸上競技協会） 三重         | 1ｍ86               | 石塚優子 （福岡大学クラブ） 福岡   | 1ｍ77               |
| 少年共通 走高跳                   | 三ッ井咲 （城南高校） 徳島               | 1ｍ72                  | 渡辺祐子 （春日井南高校） 愛知             | 1ｍ72               | 山口未紗 （長崎女子高校） 長崎     | 1ｍ69               |
| 少年共通 棒高跳                   | 松本佳江 （倉吉東高校） 鳥取             | 3ｍ70 GR               | 吉岡真美 （東大谷高校） 大阪               | 3ｍ70 GR            | 井桁愛 （中央高校） 群馬           | 3ｍ65 =GR           |
| 少年A 走幅跳                      | 桝見咲智子 （英明高校） 香川             | 6ｍ34 （+0.0 m/s） GR  | 畑善子 （恵庭北高校） 北海道               | 5ｍ91 （+1.1 m/s）  | 中原ゆかり （埼玉栄高校） 埼玉     | 5ｍ80 （+0.2 m/s）  |
| 少年B 走幅跳                      | 久保弘恵 （観音寺中央高校） 香川         | 5ｍ99 （+0.0 m/s）     | 田中琴絵 （大阪成蹊女子高校） 大阪         | 5ｍ74 （+0.0 m/s）  | 鵜生川早紀 （高崎女子高校） 群馬   | 5ｍ68 （+0.0 m/s）  |
| 成年 三段跳                       | 花岡麻帆 （office24） 千葉               | 13ｍ44 （+0.0 m/s） GR | 三澤涼子 （松本市陸上競技協会） 長野       | 12ｍ63 （+0.6 m/s） | 野田恵 （日本女子体育大学） 高知   | 12ｍ62 （+0.0 m/s） |
| 少年A 砲丸投                      | 上田渉 （熊本国府高校） 熊本             | 14ｍ01                 | 佐々木彩野 （盛岡第四高校） 岩手           | 13ｍ72              | 比嘉杏里 （中部商業高校） 沖縄     | 13ｍ59              |
| 少年B 砲丸投                      | 任嵐 （富山商業高校） 富山               | 13ｍ79                 | 吉田いずみ （いわき市立平第二中学校） 福島 | 12ｍ64              | 佐藤尚佳 （自由ケ丘高校） 福岡     | 12ｍ20              |
| 成年 円盤投                       | 室伏由佳 （ミズノ） 愛知                 | 53ｍ23                 | 成瀬美代子 （ミキハウス） 三重             | 50ｍ92              | 山口智子 （呉市陸上競技協会） 広島 | 48ｍ79              |
| 少年A 円盤投                      | 林田真那美 （口加高校） 長崎             | 44ｍ51                 | 西川有香利 （甲西高校） 滋賀               | 43ｍ99              | 佐々木彩野 （盛岡第四高校） 岩手   | 43ｍ41              |
| 成年 ハンマー投                   | 綾真澄 （グローバリー） 愛知             | 64ｍ06                 | 槙原千里 （福岡大学クラブ） 福岡           | 58ｍ74              | 鈴木文 （チチヤス乳業） 広島       | 57ｍ42              |
| 少年共通 やり投                   | 山﨑綾子 （真岡女子高校） 栃木           | 49ｍ84 GR              | 岩木実由記 （伊勢崎女子高校） 群馬         | 48ｍ85              | 南本沙樹 （西城陽高校） 京都       | 47ｍ52              |
| GR 大会新記録 \| =GR 大会タイ記録 |                                          |                        |                                            |                     |                                    |                     |